# 奈良英和学校
奈良英和学校（ならえいわがっこう）は、1887年（明治20年）から 1894年（明治27年）まで、米国聖公会の支援のもと奈良で設立された、かつて存在した英学学校。1895年（明治28年）から奈良尋常中学校となるが、1901年（明治34年）に廃校となった。その後、有志によって復興し、校名を変えながらも昭和20年代まで続いた。立教大学の姉妹校で、1892年（明治25年）～1894年（明治27年）頃に中学校制にするなどの組織改編で一度廃校となった際に、立教大学（当時、第2次立教学校）へ転学する学生もいた。

## 歴史・概要

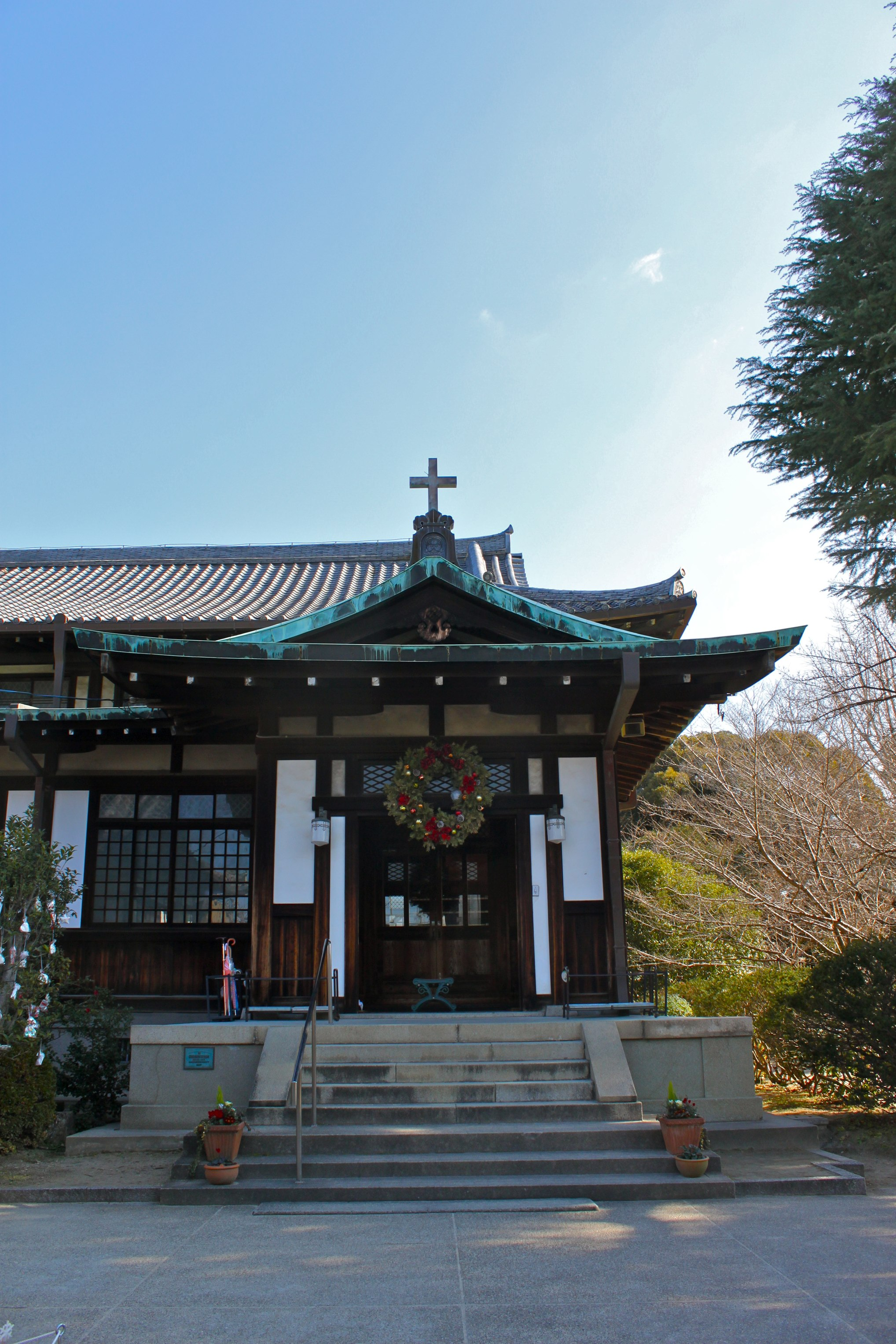
現在の奈良基督教会（1930年竣工）

聖公会の奈良布教については、1870年代後半（明治10年代）より大阪から数人の宣教師が来訪していたが、1885年（明治18年）に玉置格が、知人を通じて大阪・川口居留地の米国聖公会の宣教師ジョン・マキム（後の立教学院理事長）に教会建設費当方負担の条件で、布教を依頼したことに始まる。
聖公会の信徒となった玉置を中心に同年秋から伝道が開始され、マキム夫妻、中島虎次郎、浮田フク、元田作之進（後の立教大学初代学長）らも奈良を訪ね、1887年（明治20年）6月に教会（奈良基督教会）が完成し、中島が伝道師となった。
1887年（明治20年）に、玉置格、井戸義光、島田庸一（元師範教員）、中山貞楠らが発起人となって「奈良英和学校」を設立することとなり、同年9月27日付けで認可された。校長には玉置格が任命され、幹事には井戸義光、島田庸一が就任。また中島の紹介で東京から石川和助を教頭に迎え、同月末に橋本町23番地の民家を校舎として開校式をあげた。
石川は開校にあたって埼玉県中学などの前任校の校則を参考にしたといわれる。当初は教材も不備で、経費は校主の玉置と井戸の2人が負担した。
開校当時の入学者は、男女約30名で、うち7、8人は小学校の退校者であったとされ、奈良町とその周辺だけでなく、遠く山城からも入学者が集まり、東大寺や興福寺の若い僧も夜学に通うという盛況ぶりであった。クラスはA組（高小1年～2年）、B組（それ以下）のほかに、外来生のクラスや、夜学校が置かれていた。島田庸一、磯野節之輔らに加えて、ジョン・マキム、ヘンリー・ページらも聖職のかたわらで教えたが、スペリングが中心であった。
生徒数の増加で教室が狭くなったことから。同年12月には東向中町5番地の民家に移転した。また、教頭の石川は開校の1年後には帰京している。
1888年（明治21年）3月には、アイザック・ドーマンが教師として着任し、1895年（明治28年）秋まで滞在し、生徒に大きな感化を与えた。ドーマンはペルシャ生まれのアルメニア人で米国に渡った後に帰化し、ニューヨーク神学院を卒業後、夫人とともに来日し、語学に優れていた。後年、教え子の一人である米田庄太郎の訳で『比較宗教学』（1895年）を発行している。
ドーマンが奈良英和学校に着任してから、カリキュラムは多種となったとされ、1学年から4学年のクラスや、前期、後期、本科などに分かれていた。初級のテキストでは『ナショナル第2』が採用され、ドーマンが読み、石川が翻訳したものであった。ドーマンは、詩や弁論指導なども受け持ち、米田ら上級生には自宅を開放し、ポーターの心理学、カルターウッドの倫理学、ゼボンスの論理学を教えた。学生の中には少数の給費生もいたが、この入学試験には、クアケンボスの『米国史』を用いていた。
生徒数は140名から150名に達し、米田庄太郎（京都大学教授、社会学）、木村重治（立教大学総長）、岡實（大阪毎日新聞社長）、大西良慶（清水寺官長）、大国弘吉（奈良市長）などの著名人はこの時代の出身であった。
1889年（明治22年）、校舎が新築となり、1894年（明治27年）10月に新校長として札幌農学校（現・北海道大学）第4期生であった河村九淵（前立教学院化学教授・農学士）が着任し、2年間滞在した。
また、1894年（明治27年）4月頃から、中学校制に改め、校名を「私立奈良尋常中学校」とすることとなり、同年12月に設立の認可がおりて正式に学校が発足。同年、聖公会に属する米国聖アンデレ同胞会の伝道師であるチャールス・H・エバンスが来日し、同中学校に赴任する。これが、米国聖アンデレ同胞会の日本への初宣教となった。

翌1895年（明治28年）1月に開校式が行われたが、奈良県の古沢知事、参事官、尋常師範学校長など250人の来賓を迎えて、盛大に行われたという。こうした1892年（明治25年）～1894年（明治27年）頃に行われた組織改編により前身の「奈良英和学校」が廃校となった際に、姉妹校の立教学校（第2次）へ転学する学生もおり、木村重治はそうした学生の一人だった。
1896年（明治29年）には、札幌農学校（現・北海道大学）第1期生でクラーク博士から直接指導を受けて、クラークの「Boys, be ambitious （青年よ、大志を抱け）」の言葉を後世に残す上で大きな役割を担った大島正健が校長となり、当時の生徒数は80名であった。
1900年（明治33年）頃には、左乙女豊秋（大阪聖パウロ教会牧師、立教中学校初代校長、札幌中学校校長を経て着任）が校長に就任。
1901年（明治34年）3月、米国聖公会ミッションの意向から、奈良尋常中学校は廃校となった。関係者からは、廃校への反対運動がおこったが、本部の決定は覆ることはなかった。
1年間の学校中断のあと、有志によって1902年（明治35年）3月、「私立奈良予備学校」が夜間校として設置され、J.H.コレル（校長）、ミス・キンボール、チャールズ・シュライバー・ライフスナイダー（のちの立教大学総長）が教鞭を執る。英語、国語、数学を教える日本人教師もおり、最初の頃の生徒数は50名であった。
以後、この学校は「本校」、「日新社」、「日新社夜学会」、「私立奈良英語学校」と規模、形態と名称を変えつつも、昭和20年代まで続くこととなった。これらの学校では、ミス・キンボールが教師として活躍したのを筆頭に、ミス・ブルッキング、ミス・メリー・E・ラニング、ロイド・スミスら外国人教員が教師を務めた。日本人教員としては、後藤高蔵、小泉卓蔵らが名を連ねた。明治末期には、ミス・キンボールに奈良滞在中の西條八十も学んでいる。
1888年（明治21年）当時に、奈良県には、奈良師範、郡山中学と奈良英和学校の3校しか中等教育機関はなく、奈良英和学校は奈良地域での教育と人材育成に大きく貢献した学校であったと考えられる。

## 主な出身者
- 米田庄太郎（京都大学教授、社会学）
- 木村重治（立教大学総長）
- 岡實（大阪毎日新聞社長）
- 大西良慶（清水寺官長）
- 大国弘吉（奈良市長）
- 西條八十（早稲田大学文学部教授、フランス文学者、詩人、作詞家）

## 関係校
1906年（明治39年）には、同じく玉置格によって、女子師範学校の予備校として日本聖公会系の女学校「奈良育英学校」が設立された。創建時の奈良基督教会敷地（花芝町）に設置され、旧教会堂が校舎として使用された。